# Mike Logan
Michael "Mike" Logan é um personagem fictício das série de televisão dos Estados Unidos Law & Order e Law & Order: Criminal Intent. Ele é interpretado por Chris Noth.
Após vários anos de exílio em Staten Island, por punição de um caso contra um deputado estadual (na série Law & Order, episódio "Pride", último episódio da 5ª temporada), foi transferido, temporariamente, para o Esquadrão de Casos Especiais para acompanhar os detetives Alex Eames e Bobby Goren.

## Histórico de trabalho
| Delegacia        | Distrito      | Divisão                      | Parceiro        | Supervisor    |
| ---------------- | ------------- | ---------------------------- | --------------- | ------------- |
| 27ª              | Manhattan     | Homicídios                   | Max Greevey     | Don Cragen    |
| 27ª              | Manhattan     | Homicídios                   | Phil Cerreta    | Don Cragen    |
| 27ª              | Manhattan     | Homicídios                   | Lennie Briscoe  |               |
| 27ª              | Manhattan     | Homicídios                   | Anita Van Buren |               |
| 128ª             | Staten Island | Distúrbios Domésticos        | Tony Boyer      | Stober        |
| 128ª             | Staten Island | Homicídios                   | Frankie Silvera | Stober        |
| One Police Plaza | Manhattan     | Esquadrão de Casos Especiais | Carolyn Barek   | James Deakins |
| One Police Plaza | Manhattan     | Esquadrão de Casos Especiais | Megan Wheeler   | Danny Ross    |
| One Police Plaza | Manhattan     | Esquadrão de Casos Especiais | Nola Falacci    | Danny Ross    |
| One Police Plaza | Manhattan     | Esquadrão de Casos Especiais | Megan Wheeler   | Danny Ross    |